# Charles Dhéré
Charles Dhéré (né le 5 mars 1876 à Paris - 18 janvier 1955 à Genève), physiologiste et biochimiste français, fut professeur à l'Université de Fribourg.

## Biographie
Dhéré étudia la médecine à la Sorbonne et soutint sa thèse en neurophysiologie en 1898 sous la direction de Louis Lapicque. Il y fut ensuite assistant d'Albert Dastre et passa son doctorat d'état en sciences naturelles en 1909, avec un mémoire sur la spectroscopie aux ultra-violets des protéines. Nommé professeur surnuméraire en 1900, il obtint en 1908 la chaire de professeur de Physiologie, de Biochimie et de Microbiologie de l'Université de Fribourg à la succession de Maurice Arthus. Doyen de la faculté de sciences naturelles en 1916-17 puis à nouveau en 1933-34, il prit sa retraite en 1938, avec la dignité de professeur honoraire. Il se retira à Genève.
Il s'est consacré au développement de méthodes analytiques, allant de la spectroscopie de fluorescence infrarouge à l'électrodialyse en passant par la chromatographie, pour détecter des quantités infimes de macromolécules dans les tissus vivants.
Élu en 1926 membre de l’Académie Léopoldine, ses travaux ont été couronnés en 1937 du prix Marcel-Benoist.

## Écrits
- La fluorescence en biochimie, 1937

## Source
- « Dhéré, Charles » dans le Dictionnaire historique de la Suisse en ligne.